# Fahad Al-Muwallad
Fahad Mosaed Al-Muwallad (en àrab: فهد المولد; Jiddah, 14 de setembre de 1994) és un jugador de futbol professional de l'Aràbia Saudita, que actualment juga a l'Al-Ittihad FC, tot i que la temporada 2017-18 va estar cedit durant uns mesos al Llevant Unió Esportiva. La seva carrera esportiva va començar amb només 16 anys; el 31 de juliol de 2011 va marcar el seu primer gol amb la selecció saudita.